# IC 1918
IC 1918 — галактика типу S (спіральна галактика) у сузір'ї Телець.
Цей об'єкт міститься в оригінальній редакції індексного каталогу.